# پوینت ریس استیشن (کالیفرنیا)
پوینت ریس استیشن (به انگلیسی: Point Reyes Station) یک منطقهٔ مسکونی در ایالات متحده آمریکا است که در شهرستان مارین، کالیفرنیا واقع شده‌است. پوینت ریس استیشن ۹٫۳۶۴ کیلومتر مربع مساحت و ۸۴۸ نفر جمعیت دارد و ۱۱٫۸۹ متر بالاتر از سطح دریا واقع شده‌است.